# The Butterfly Effect 2
The Butterfly Effect 2 is een Amerikaanse sciencefiction-dramafilm uit 2006 onder regie van John R. Leonetti. Het is een direct-naar-dvd vervolg op de in 2004 uitgebrachte film The Butterfly Effect en werd op zijn beurt in 2009 opgevolgd door The Butterfly Effect 3: Revelations.

## Verhaal
Een groep vrienden, bestaande uit Nick (Eric Lively), Julie (Erica Durance), Trevor (Dustin Milligan) en Amanda (Gina Holden), viert Julie's verjaardag op een rustig middagje, even buiten de stad. Nick en Julie, die al enige jaren samen een stelletje vormen, gaan even apart van het verse koppel Trevor en Amanda. Ze willen even de tijd nemen om over hun toekomst te praten. Nick denkt dat zijn baan hem veel carrièrekansen biedt en vraagt Julie om niet naar New York te gaan voor haar studie fotografie. Julie wil Nick ook iets belangrijks vertellen, maar juist op dat moment krijgt Nick een telefoontje van zijn werk dat hij een vergadering heeft.
Als de vier vrienden terug naar de stad rijden, raken ze onderweg betrokken bij een ongeluk. Vlak voor het ongeluk wil Julie net een goede foto maken van Trevor en Amanda, en doet daarbij haar gordel af. Net op dat moment krijgt de SUV van Nick een klapband, waardoor zij van de weg af slippen. Een vrachtwagen ramt de auto, en Julie is op slag dood. Alleen Nick overleeft de crash.
Een jaar na het ongeluk, als Nick eindelijk zijn leven weer op heeft gepakt, ontdekt Nick dat hij speciale gaven heeft. Als hij naar een foto kijkt, kan hij het moment zich zo goed voor de geest halen dat hij uiteindelijk in het moment verdwijnt. Kortweg is hij door het kijken naar een foto dus in staat om naar dat moment terug te reizen. Hij doet zijn ontdekking als hij staart naar een foto die Julie vlak voor het moment maakte dat de auto met de vier vrienden een klapband krijgt. Hij twijfelt geen moment, en laat het niet toe dat Julie haar gordel afdoet. Ook weet hij zo met de klapband om te gaan, dat de vrachtwagen hun SUV niet ramt.
Als de situatie over is, reist Nick weer terug naar hetzelfde moment waar hij was voordat hij een sprong naar het verleden nam. Echter de toekomst is nu door zijn actie ingrijpend veranderd, door de anders gelopen omstandigheden in het verleden.
Nick wordt wakker op de vloer in een nieuw shirt. Julie woont nu met hem samen, en Nick is zeer verbaasd dat hij gewoon weer bij haar is. Het is precies de dag van haar 25e verjaardag en zij gaan die avond met hun vrienden Trevor en Amanda een hapje eten in een restaurant. Bij het eten vertelt hij Julie over zijn rare gave, en over het feit dat hij net een heel jaar zonder haar heeft moeten leven. Even later arriveren ook Trevor en Amanda, en Nick is even zo verbaasd om hen te zien als dat hij was bij het zien van Julie. Trevor vraagt Nick hoe het zit met zijn vrijgezellenfeestje, maar Nick kan zich er niks van herinneren. Op dat moment beseft Nick dat het hele jaar anders is gelopen dan waar hij weet van heeft.
De volgende dag op zijn werk ontdekt hij allerlei nieuwe veranderingen. Trevor, die eerder bij hetzelfde bedrijf als Nick werkzaam was, wordt ontslagen. Wanneer Nick voor zijn vriend opkomt, krijgt hij zelf ook de bons. Julie is die avond boos op Nick omdat zij de kans om naar New York te gaan heeft verpest, en dat ze nu van haar minimumloonbaantje moeten leven.
Met de kerst kijkt Nick naar een foto van zijn baas Dave en zijn vrienden op de koelkast. Hij reist opnieuw in de tijd en steelt enkele casussen die hem vermoedelijk de sleutel tot het succes geven. Wanneer hij echter weer terug in zijn eigen tijd terugkeert, ontdekt Nick dat hij de baas is en een prachtig huis en een mooie auto heeft.
Toch blijkt het minder rooskleurig dan Nick op het eerste gezicht denkt. De zaken gaan helemaal niet goed, en niet de cases zijn Nicks sleutel tot succes gebleken, maar het feit dat zijn vriendin Grace de dochter van de oprichter van het bedrijf is. Dezelfde oprichter vertelt hem dat het bedrijf vrijwel failliet is. Julie heeft hem verlaten en is nu fulltime fotograaf, en er wordt gehint dat Nick haar zelfs de bons heeft gegeven voor Grace. Bovendien leidt een confrontatie met een boze criminele investeerder tot de dood van Travor en Julie.
Nick is niet gelukkig met de gelopen omstandigheden. Hij belt zijn moeder op om haar alles te vertellen over de gelopen omstandigheden. Zijn moeder begrijpt hem, omdat zijn vader ook psychisch gestoord was. Ze vertelt hem dat op het einde het enige wat zijn vader kon doen het plegen van zelfmoord was.
Nick reist terug naar het moment waar alles begon. Nick en Julie praten over hun toekomst. Nick besluit dat Julie haar droom moet nagaan en naar New York moet verhuizen. Dit zou echter het einde van hun relatie betekenen. Vervolgens vertelt Julie aan Nick het belangrijke nieuws dat ze zwanger van hem is. Hierna rijdt ze met de auto van Nick weg. Nick achtervolgt haar. Hij probeert Julie te overtuigen om aan de kant te gaan staan. Hierdoor brengt hij zichzelf in gevaar. Hij geraakt van de weg om te vermijden dat hij frontaal op een tegenlogger botst, maar overlijdt echter ter plekke.
Een jaar later wordt Nick junior geboren. Julie woont inmiddels in New York en studeert tevens fotografie.Je ziet Nick Junior op het eind ook in de foto kijken van het moment waar het allemaal begon, het lijkt dus net alsof Nick Junior ook terug in de tijd wil naar het moment dat Julie vertelt dat ze zwanger is van Nick.

## Recensies
The Butterfly Effect 2 kreeg een slechte beoordeling door critici. Recensenten claimden dat het vervolg op de eerdere, en tevens succesvollere, versie geen nieuwe boodschappen overbracht, en dat het erg sterk leek op het eerste deel. Ook waren er maar magere special effects in de film
Ook wordt het karakter van Nick Larson als dat van een 'vertegenwoordiger' verkeerd neergezet.

## Rolverdeling
| Acteur          | Rol                |
| --------------- | ------------------ |
| Eric Lively     | Nick Larson        |
| Erica Durance   | Julie Miller       |
| Dustin Milligan | Trevor Eastman     |
| Gina Holden     | Amanda             |
| David Lewis     | Dave Bristol       |
| Andrew Airlie   | Ron Callahan       |
| Chris Gauthier  | Ted                |
| Susan Hogan     | Katherine Larson   |
| JR Bourne       | Malcolm Williams   |
| Lindsay Maxwell | Grace Callahan     |
| Zoran Vukelic   | Christopher        |
| Jerry Wasserman | Alberto Fuentes    |
| Craig Makepeace | Fernando Rodriguez |